# (37667) 1994 SZ7
1994 SZ7 (asteroide 37667) é um asteroide da cintura principal. Possui uma excentricidade de 0.08775010 e uma inclinação de 0.21892º.
Este asteroide foi descoberto no dia 28 de setembro de 1994 por Spacewatch em Kitt Peak.